# Cerro Salla Kkollu
Cerro Salla Kkollu är ett berg i Bolivia.   Det ligger i departementet Oruro, i den västra delen av landet, 400 km väster om huvudstaden Sucre. Toppen på Cerro Salla Kkollu är 4 730 meter över havet.
Terrängen runt Cerro Salla Kkollu är huvudsakligen kuperad, men åt nordväst är den bergig. Trakten runt Cerro Salla Kkollu är nära nog obefolkad, med mindre än två invånare per kvadratkilometer.. 
Omgivningarna runt Cerro Salla Kkollu är i huvudsak ett öppet busklandskap.